# Condado de Burke (Carolina do Norte)
O Condado de Burke é um dos 100 condados do estado americano da Carolina do Norte. A sede do condado é Morganton, e sua maior cidade é Morganton. O condado possui uma área de 1 334 km² (dos quais 21 km² estão cobertos por água), uma população de 89 148 habitantes, e uma densidade populacional de 68 hab/km² (segundo o censo nacional de 2000). O condado foi fundado em 1777.